# Lūʻau

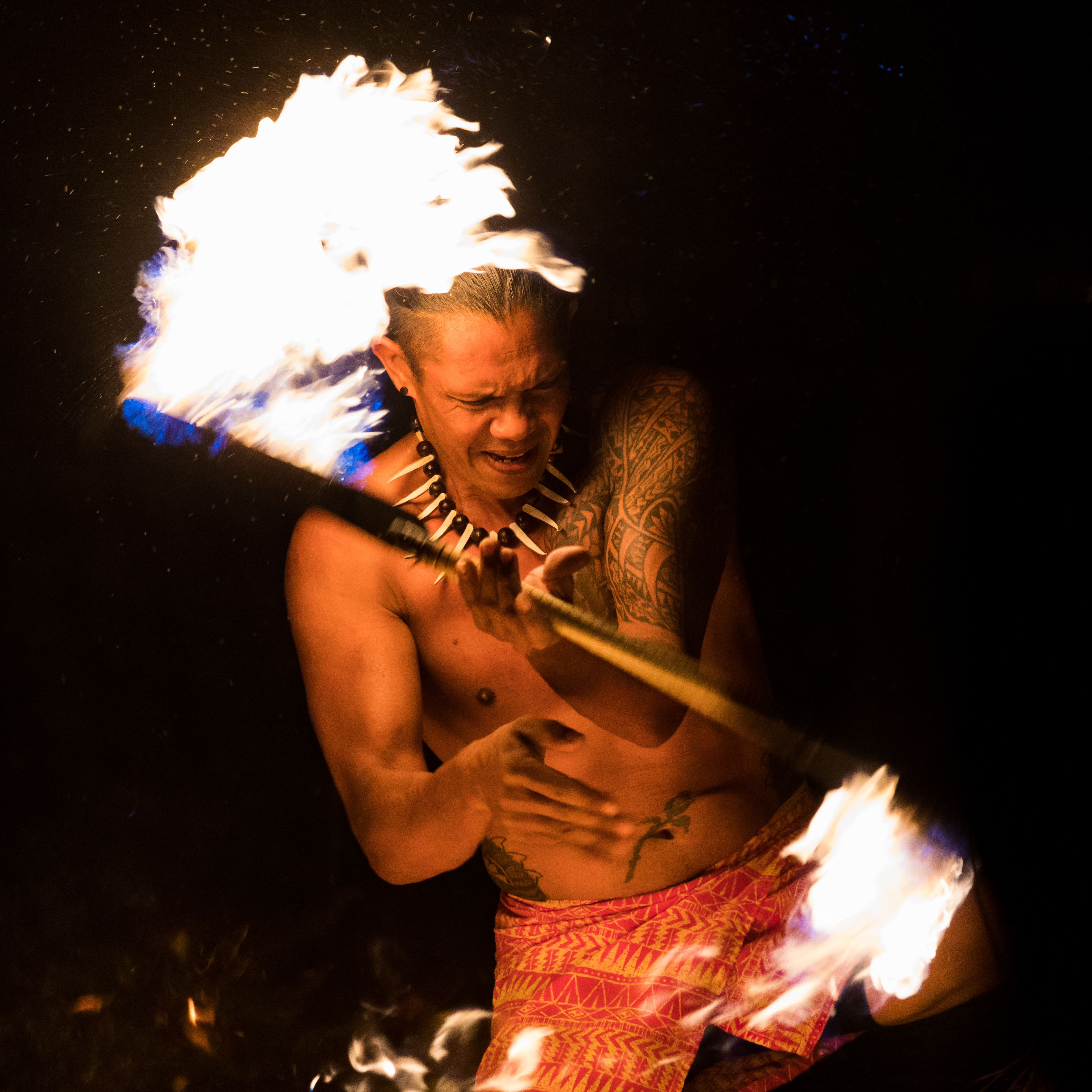
Feuertänzer bei einem Lūʻau auf der Kilohana-Plantage, Kauaʻi

Ein Lūʻau (auch Lu'au, Luau) ist der Name für Feste in Hawaiʻi, abgeleitet von der Bezeichnung für Tarospitzen.  Die Kombination aus Hula-Vorführung und traditionellem Essen wird auf allen Inseln angeboten. Die Veranstaltungen sind sehr verschieden. Neben dem Old Lāhainā Lūʻau, das als relativ authentisch gilt, werden auch Lūʻau mit stärker polynesischem Akzent angeboten, bei denen Tänze und Bräuche aus Tahiti, Samoa u. a. gezeigt werden.
Neben den Tanzdarbietungen ist das traditionelle hawaiische Essen Mittelpunkt des Lūʻau. Dieses wird oft im Erdofen Imu, einer mit heißen Steinen ausgelegten Vertiefung im Boden, gegart. Ein Kalua-Schwein wird in Bananen- und Ti-Blätter (Cordyline fruticosa oder Cordyline terminalis) eingewickelt, auf die Steine gelegt und mit Erde zugedeckt. Über einen Zeitraum von etwa neun Stunden wird das Schwein im Imu gebacken. Auch Laulau, eine in Ti-Blättern eingewickelte Mischung aus Rind, Schwein, Huhn oder Fisch mit Tarospitzen, wird im Imu gebacken.
Familiäre Feste der Einwohner Hawaiis werden ebenfalls als Lūʻau bezeichnet. Auch hier spielen bestimmte Speisen und geselliges Beisammensein mit Musik und Hula eine wichtige Rolle, doch kommt es hier mehr auf die Pflege sozialer Beziehungen an, vor allem im Rahmen der (erweiterten) Familie (hawaiisch ʻOhana).